# ARMF

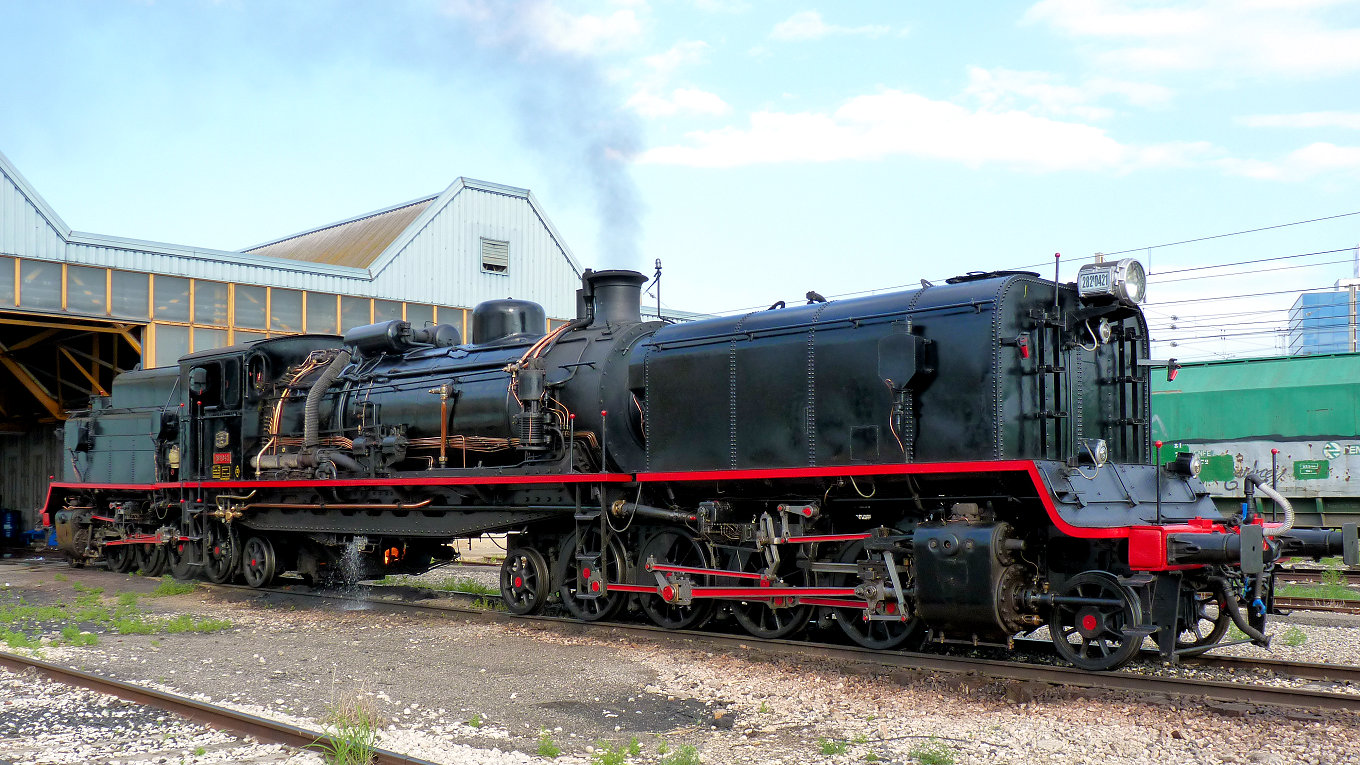
La locomotora RENFE 282F-0241 tras ser revisada por mecánicos de la ARMF en el Pla de Vilanoveta.

La Asociación para la Reconstrucción y Puesta en Servicio de Material Ferroviario Histórico (ARMF) es una entidad española sin ánimo de lucro, con sede en Lérida, cuyo fin es recuperar y restaurar vehículos ferroviarios de especial interés histórico.
Fundada en 1996, desde entonces la ARMF ha venido desarrollando diversas iniciativas. Entre las más conocidas está la puesta en marcha de un tren turístico, el llamado «Tren de los Lagos», que circula por algunas comarcas de la provincia de Lérida. Al margen de este tipo de actividades, la ARMF gestiona un taller especializado en la reparación y restauración de locomotoras de vapor, coches de época y material histórico diverso. Las instalaciones se encuentran ubicadas en la estación del Pla de Vilanoveta, en Lérida.